# Distribución geográfica del idioma español

Distribución geográfica del idioma español según el informe Cervantes 2023:
Lengua oficial: territorios reconocidos por la comunidad internacional en los que el español es una de las lenguas oficiales
Mayoría o gran minoría: países donde el español no es lengua oficial pero en los que al menos el 25% de la población habla español (como lengua principal o secundaria)
Minoría significativa: país donde menos del 25% de la población habla español, pero donde al menos 500 000 personas hablan español

La hispanofonía o hispanoesfera es el espacio comunicativo que incluye el conjunto de países y territorios en los que el español o castellano es oficial o sirve como lengua administrativa o secundaria importante.
Con aproximadamente 463 millones de hablantes nativos, el español es la segunda lengua materna del mundo por la cantidad total de personas que lo hablan como su primera lengua (hablantes nativos), siendo antecedido únicamente por el mandarín. A esta cantidad se suman 75 millones de personas que hablan el español como segunda lengua o hablantes de competencia limitada y 22 millones de estudiantes, lo cual conforma una población total de 580 millones de personas hispanohablantes en el mundo; colocando al castellano en cuarta posición global por cantidad total de hablantes (nativos y no nativos), después del mandarín, el inglés y el hindi, y en la tercera por su uso en la comunicación internacional, producción de información en los medios masivos de comunicación y usuarios de Internet.

## Como idioma oficial

Países donde el español es considerado la lengua oficial de jure o de facto.

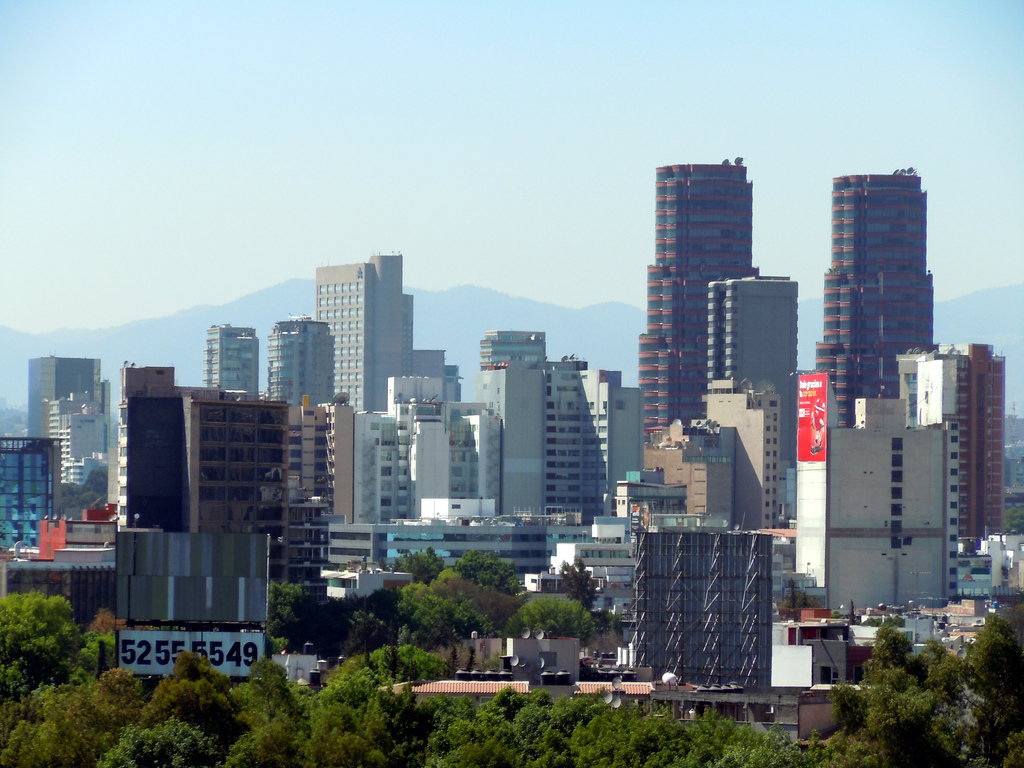
Ciudad de México, el área metropolitano con mayor número de hispanohablantes del mundo.

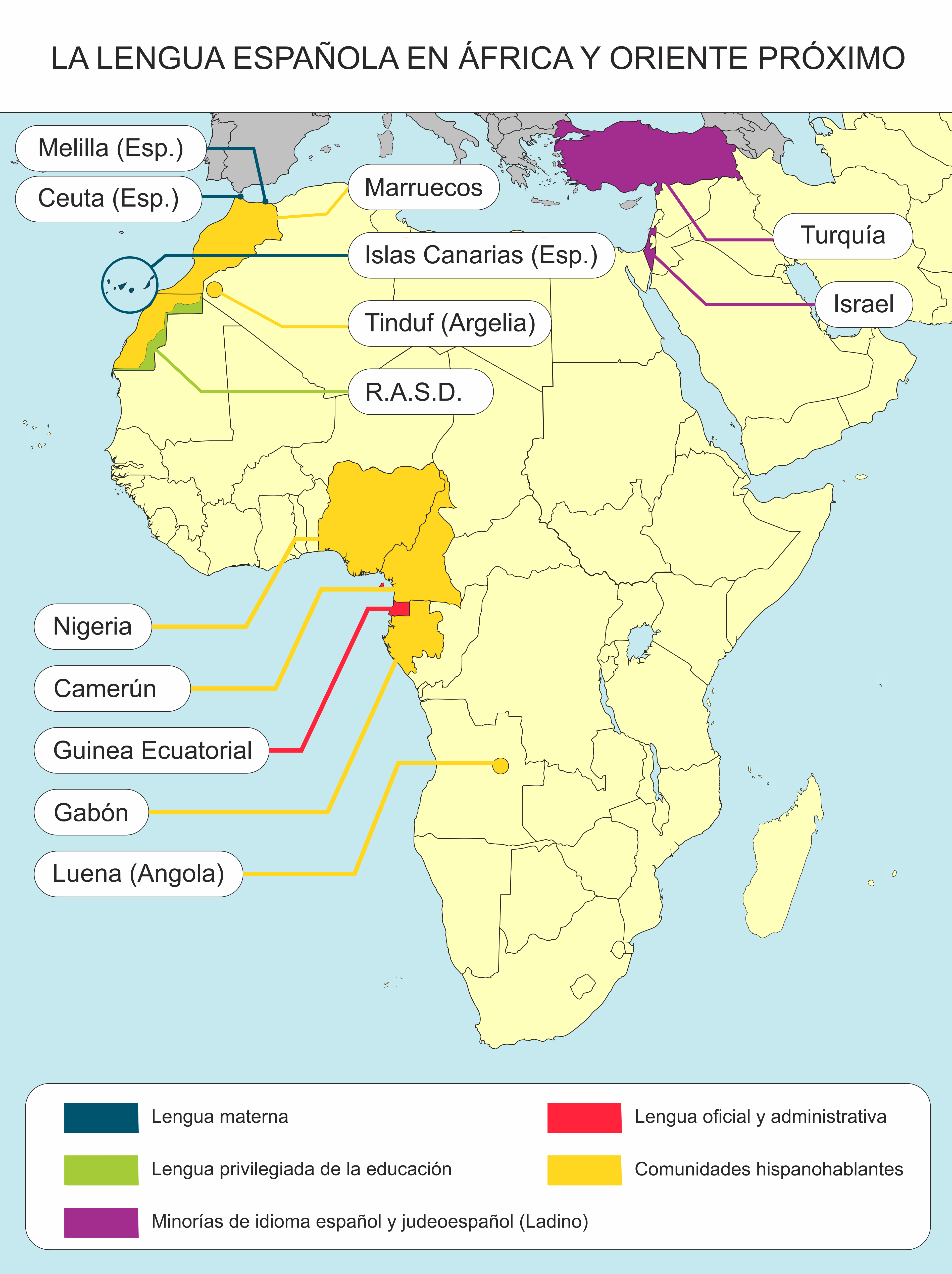
Idioma español en África y Oriente Próximo

En la siguiente tabla se muestran los países que tienen al español como una de sus lenguas oficiales, clasificados por número de hispanohablantes. En esta lista se incluyen territorios pendientes de descolonización (según el Comité de Descolonización de las Naciones Unidas) como Puerto Rico.
| País                 | Hispanohablantes | Continente | Artículo principal                     |
| -------------------- | ---------------- | ---------- | -------------------------------------- |
| México               | 133 703 740      | América    | Idioma español en México               |
| Colombia             | 52 147 570       | América    | Idioma español en Colombia             |
| España               | 48 797 875       | Europa     | Idioma español en España               |
| Argentina            | 46 432 470       | América    | Idioma español en Argentina            |
| Perú                 | 32 162 184       | América    | Idioma español en el Perú              |
| Venezuela            | 31 828 000       | América    | Idioma español en Venezuela            |
| Chile                | 17 574 003       | América    | Idioma español en Chile                |
| Guatemala            | 17 383 245       | América    | Idioma español en Guatemala            |
| Ecuador              | 16 755 452       | América    | Idioma español en Ecuador              |
| Cuba                 | 11 616 004       | América    | Idioma español en Cuba                 |
| Bolivia              | 11 217 864       | América    | Idioma español en Bolivia              |
| República Dominicana | 10 766 998       | América    | Idioma español en República Dominicana |
| Honduras             | 9 126 229        | América    | Idioma español en Honduras             |
| El Salvador          | 7 415 479        | América    | Idioma español en El Salvador          |
| Paraguay             | 7 052 983        | América    | Idioma español en Paraguay             |
| Nicaragua            | 6 279 712        | América    | Idioma español en Nicaragua            |
| Costa Rica           | 5 003 393        | América    | Idioma español en Costa Rica           |
| Panamá               | 4 158 783        | América    | Idioma español en Panamá               |
| Puerto Rico          | 3 615 086        | América    | Idioma español en Puerto Rico          |
| Uruguay              | 3 467 397        | América    | Idioma español en Uruguay              |
| Guinea Ecuatorial    | 1 267 689        | África     | Idioma español en Guinea Ecuatorial    |

## Como idioma no oficial
En la siguiente tabla se puede apreciar la cantidad de hispanohablantes (nativos, como segunda lengua y como lengua extranjera) en 2006, en países donde el español no es lengua oficial.
Los países en los que no es oficial, pero es hablado por más de cien mil personas (18) son: Antillas Neerlandesas, Alemania, Australia, Brasil, Canadá, Estados Unidos, Filipinas, Francia, Haití, Israel, Italia, Jamaica, Marruecos, Reino Unido, Rusia, Suecia, Suiza y Trinidad y Tobago. Además, hay dos países en los que es el idioma más hablado pero no es oficial: Andorra y Belice.
Finalmente, en otros ocho países o territorios, el español es hablado por más del 10 % de la población: Aruba, Bahamas, Gibraltar, Islas Caimán, Islas Malvinas, Islas Vírgenes de los Estados Unidos, Turcas y Caicos, y la Ciudad del Vaticano.
| País           | Cantidad                   | Porcentaje            | Continente | Artículo principal               |
| -------------- | -------------------------- | --------------------- | ---------- | -------------------------------- |
| Estados Unidos | 57 398 719                 | 17,8 %                | América    | Idioma español en Estados Unidos |
| Belice         | 165 296                    | 56,6 %                | América    | Idioma español en Belice         |
| Marruecos      | 1 700 000                  | 4,5 %                 | África     | Idioma español en Marruecos      |
| Brasil         | 6 676 000                  | 3,20 %                | América    | Idioma español en Brasil         |
| Italia         | 5 704 863                  | 11 % [cita requerida] | Europa     | Idioma español en Italia         |
| Filipinas      | 3 017 265                  | 3 %                   | Asia       | Idioma español en Filipinas      |
| Francia        | 2 000 000 [cita requerida] | 3,10 %                | Europa     | Idioma español en Francia        |
| Canadá         | 909 000 [cita requerida]   | 3,00 %                | América    | Idioma español en Canadá         |
| Israel         | 200 000 [cita requerida]   | 2,05 %                | Asia       | Idioma español en Israel         |
| Andorra        | 55 287                     | 73,25 %               | Europa     | Idioma español en Andorra        |
| Gibraltar      | 22 758                     | 77,3 %                | Europa     | Idioma español en Gibraltar      |

### Estados Unidos

Porcentaje de la población estadounidense que habla español de 5 años o más en casa en 2019, por estados.

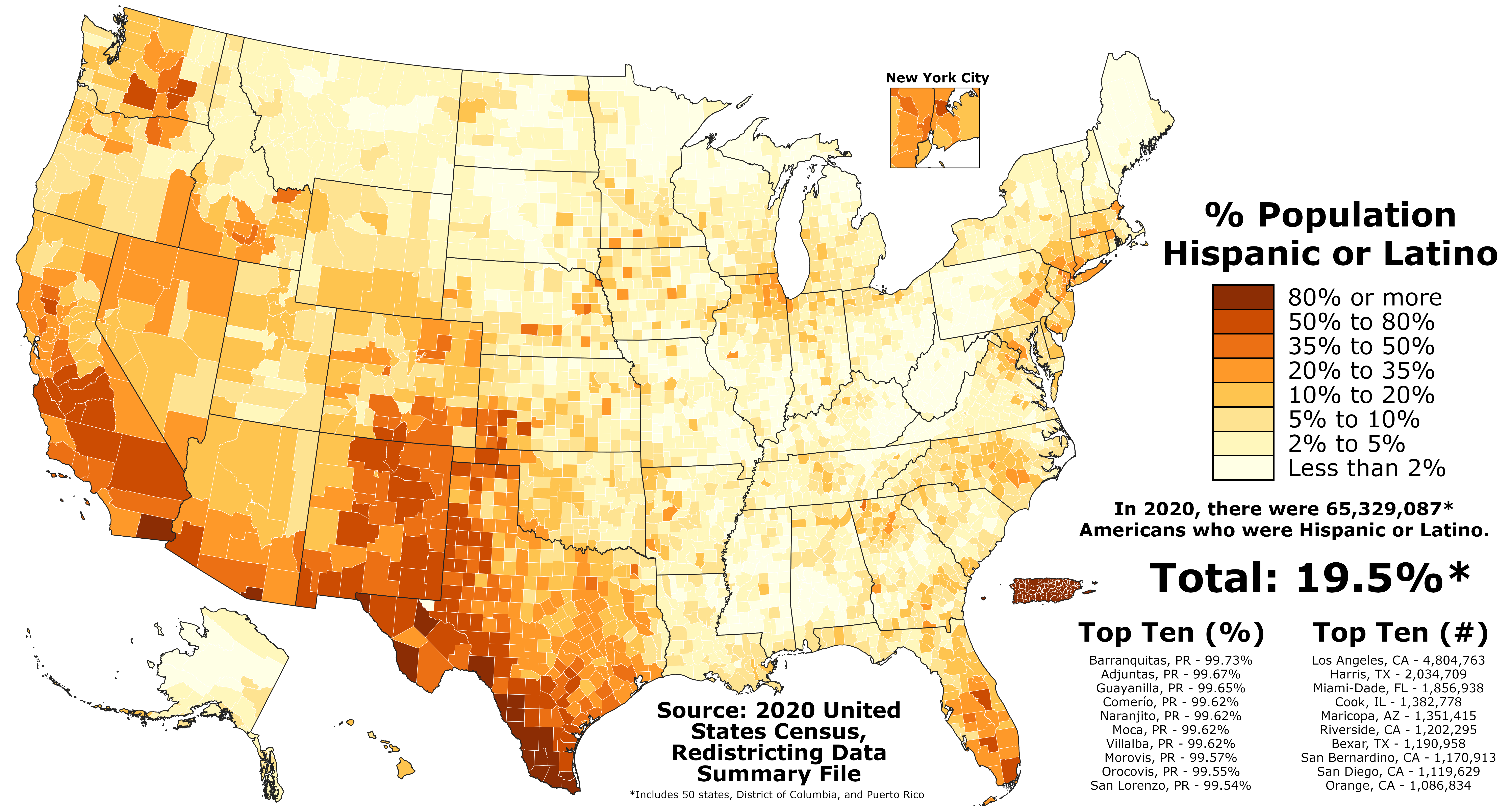
Distribución de los Latinoamericanos e hispanos en Estados Unidos en el Censo de 2020.

En Estados Unidos, el español comparte el estatus de idioma oficial con el inglés en el Estado Libre Asociado de Puerto Rico, y en el estado de Nuevo México goza de protección constitucional, reconocida como lengua oficial junto al inglés por la comisión de derechos civiles de EE. UU. [cita requerida] En estos territorios el español cuenta con más hablantes maternos en cuanto a su población respectiva. En Texas el español es lengua oficial de facto[cita requerida] junto con el inglés, ya que no existe ninguna lengua oficial en ese estado. En Nevada y Arizona, el español es la segunda lengua más hablada y su situación se considera por la cantidad de usuarios. Los estados de California, Florida y Nueva York cuentan también con millones de hispanohablantes en ellas, minorías oficialmente reconocidas.
Las oficinas del censo estadounidense tenían registrada el 1 de julio de 2010 una población de más de 50 millones de hispanohablantes en Estados Unidos, lo que equivale a más del 15 % de la población total, o casi uno de cada seis residentes en el país (esta cifra no contabiliza los hispanohablantes en situación ilegal, que se calculan en unos 9 millones, con lo que sumados son alrededor de 56 millones).
Según un estudio de las oficinas del censo para el 2007, el 12,3 % de la población estadounidense es hispanohablante nativa (ya que hablan español en su entorno familiar) . Del resto (hasta completar el 15,1 % del 1 de julio de 2007), la mayoría habla español como segunda lengua con mayor o menor conocimiento, sumando un total de más de 40 millones de hispanohablantes.
Por otro lado, el español es la lengua más estudiada en Estados Unidos. Según datos facilitados por el Instituto Cervantes, hay más de seis millones de estudiantes, y la cifra de los no hispanohablantes que saben hablar español es todavía mayor.
Así ha evolucionado la concentración de hispanohablantes en Estados Unidos, entre 2007 y 2016:
| 2007 | 2016 |
| --- | --- |
| 1. Nuevo México (860 688) 44,03 % 2. California (13 074 156) 35,86 % 3. Texas (8 385 139) 35,67 % 4. Arizona (1 803 378) 29,25 % 5. Nevada (610 052) 24,45 % 6. Florida (3 646 499) 20,16 % 7. Colorado (934 413) 19,66 % 8. Nueva York (3 139 456) 16,26 % 9. Nueva Jersey (1 364 696) 15,64 % 10. Illinois (1 886 933) 14,70 % 11. Utah (286 113) 11,22 % 12. Connecticut (391 935) 11,18 % 13. Rhode Island (117 701) 11,02 % 14. Oregón (379 038) 10,24 % 15. Idaho (138 870) 9,47 % 16. Washington (581 357) 9,09 % 17. Kansas (237 426) 8,59 % 18. Distrito de Columbia (47 774) 8,22 % | 1. Nuevo México (1 034 465) 52,67 % 2. California (15 359 066) 42,53 % 3. Texas (11 294 877) 40,36 % 4. Arizona (2 166 908) 31,75 % 5. Nevada (790 034) 27,83 % 6. Florida (5 370 486) 25,22 % 7. Colorado (1 135 109) 21,19 % 8. Nueva Jersey (1 869 722) 19,35 % 9. Nueva York (3 672 791) 18,60 % 10. Illinois (2 152 974) 16,71 % 11. Connecticut (541 152) 15,05 % 12. Rhode Island (148 095) 14,04 % 13. Utah (398 760) 13,55 % 14. Oregón (520 145) 14,51 % 15. Washington (858 779) 12,16 % 16. Idaho (196 502) 12,02 % 17. Kansas (329 627) 11,35 % 18. Massachusetts (731 206) 10,84 % |

Nota: entre estos 18 estados se encuentra el 85,3 % del total de hispanohablantes de todo EE. UU.

### Brasil
En Brasil, donde prácticamente toda la población habla portugués, el español es, actualmente, la lengua extranjera más estudiada después del inglés. En los últimos años, en los que Brasil ha disminuido sus lazos comerciales con EE. UU. y los ha incrementado con sus vecinos hispanohablantes (especialmente como miembro del Mercosur) y con España, se ha hecho mucho hincapié en la promoción del español en el país. El 6 de agosto de 2005, el presidente Lula sancionó una ley aprobada en el congreso (la conocida como ley del español), que se encontraba en gestación desde 1991, y que obliga a todos los centros de estudios secundarios del país a ofrecer este idioma como materia escolar, aunque es una asignatura optativa para los estudiantes. El hecho de estar rodeado de siete países hispanohablantes (Venezuela, Colombia, Perú, Bolivia, Paraguay, Argentina y Uruguay) ha despertado un gran interés entre los brasileños por aprenderlo. Dentro de una década, 50 millones de brasileños lo podrán hablar perfectamente y, en veinte años, sobrepasará los cien millones. De hecho, Brasil es el país que más Institutos Cervantes tiene, con seis, y se prevé que en breve llegue a los nueve.
El español fue la lengua de los actuales estados de Paraná, Santa Catarina y de Rio Grande do Sul en Brasil, cuando estos territorios eran españoles (después pasaron a Portugal a cambio de Guinea Ecuatorial según el tratado de San Ildefonso de 1777).

#### Enseñanza del español en Brasil
El panorama educativo de Brasil es el propio de un país emergente, la importancia de otorgada al aprendizaje de idiomas en su sistema educativo, obligatorio solo en la enseñanza media, conoce un importante incremento en los últimos años. Fruto de la cual ha sido la obligatoriedad de la oferta de la lengua española en los centros públicos, sancionada por ley en el 2005. En la enseñanza primaria (Enseñanza Fundamental en Brasil), el español puede ofrecerse a partir del 5.º curso. En la enseñanza Secundaria (Enseñanza Media en Brasil), podríamos destacar la implantación del español en los estados del sur y el sureste, así como en algunos estados fronterizos con países de lengua española. En la actualidad, el español es la lengua más solicitada en el vestibular (examen de acceso a la universidad). En el año 2000 existían 24 universidades públicas y 24 privadas que ofrecían licenciatura en español y en la actualidad el número de universidades que ofertan la licenciatura en español entre públicas y privadas ascienden a 372.

### Europa

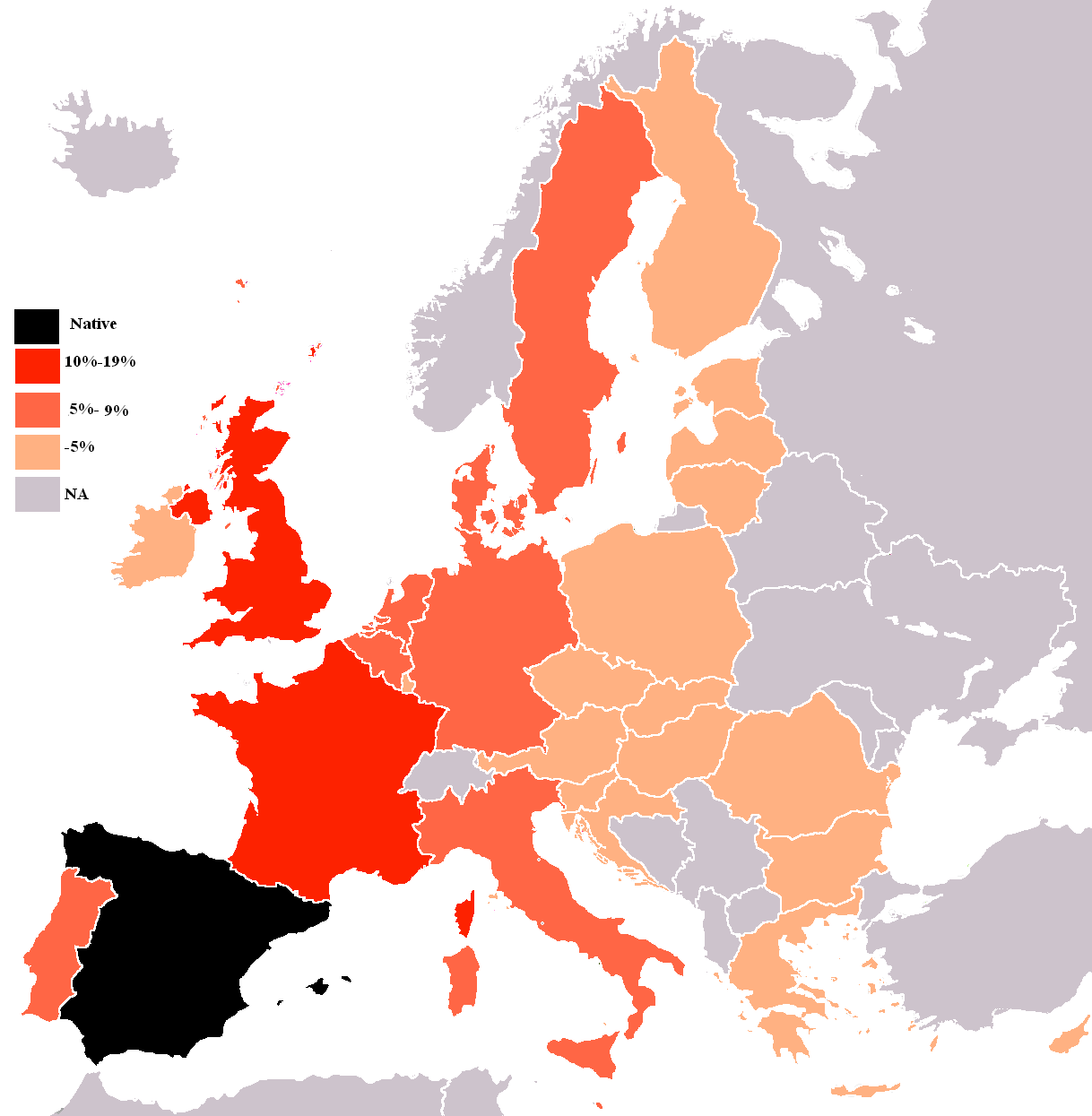
Conocimiento del español en la Unión Europea

Según datos del Eurobarómetro (24/02/2006), en la UE de los 25 el 15 % de la población habla español como lengua materna o como lengua extranjera, y un 14 % en la actual UE de los 27 con alrededor de 500 millones de habitantes. Sin embargo, esta cifra queda lejos todavía del 51 % que hablan inglés, 32 % alemán o 26 % francés. De esta misma fuente se puede concluir que hay cerca de 19 millones de europeos que hablan español correctamente fuera de España. Esta cifra puede incluir inmigrantes procedentes de países de habla hispana o personas que dominan el español como lengua extranjera.
En Francia hay 2 millones de estudiantes de español, un millón en Gran Bretaña, medio millón en Alemania, y en los países nórdicos cada vez es más estudiado, según el Instituto Cervantes. En total, 3,5 millones de europeos estudian español fuera de España, en la UE 25.
Según el Eurobarómetro, en España, el castellano es la lengua materna del 89 % de la población, un 9 % habla castellano como segunda lengua, y un 1 % como tercera y otro 1 % no lo habla. El catalán es lengua materna del 9 % de los españoles; el gallego, del 5 %; y el vasco, del 1 %. Un 3 % de los residentes en España tiene como lengua materna una lengua distinta, ya sea un idioma oficial de la UE (1 %) o de otro país extracomunitario (2 %).
El español es actualmente la primera lengua materna de Andorra, por encima del catalán (lengua oficial y la propia de la población autóctona), del francés y del portugués. La Santa Sede cuyo idioma oficial es el latín, utiliza el español como una de las ocho lenguas en las cuales publica su información.
En Gibraltar, es la segunda lengua, por detrás del inglés, por lo cual la GBC opera en inglés y español.

### Filipinas

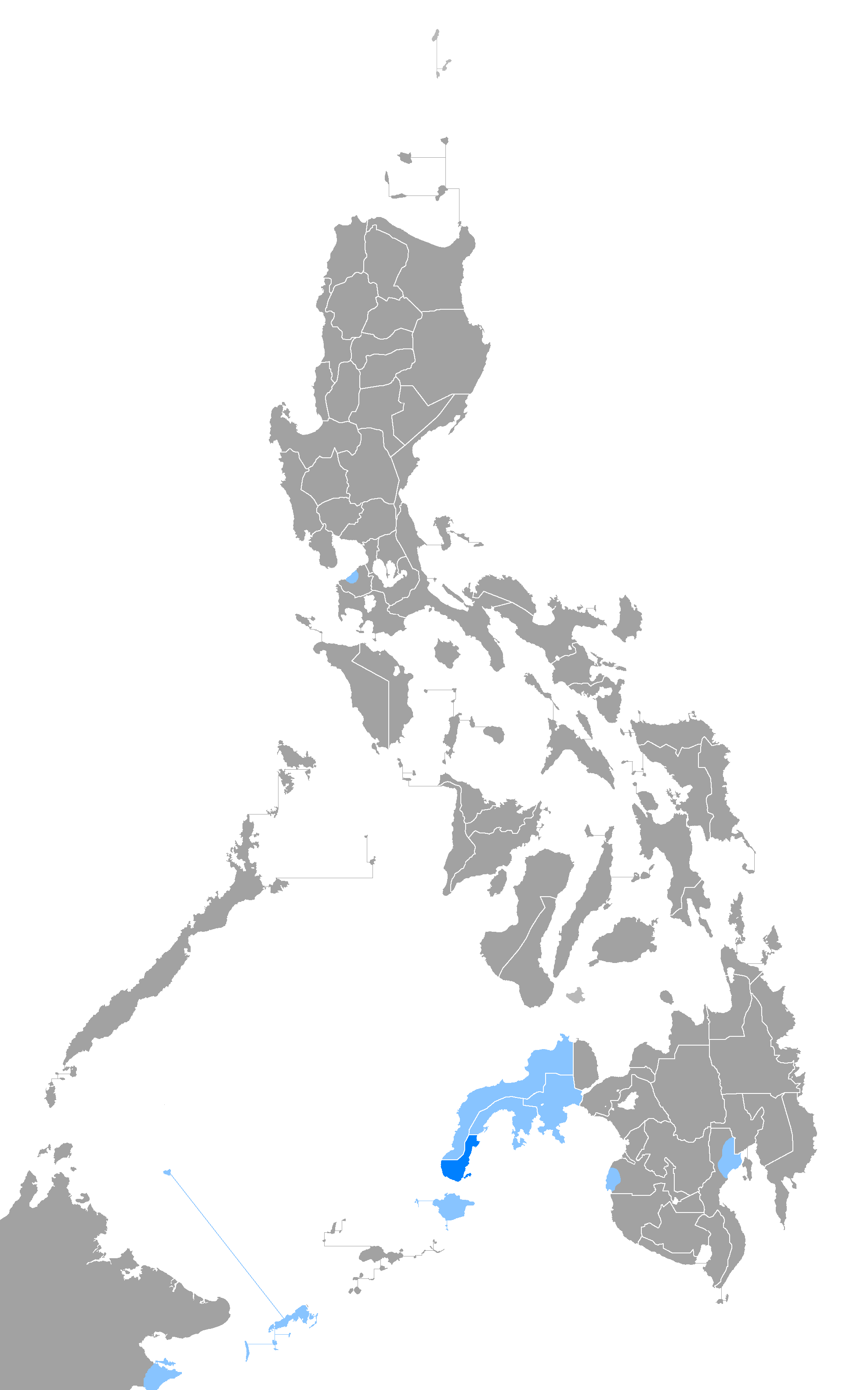
Mapa del idioma chabacano en Zamboanga en las islas Filipinas

El caso de las islas Filipinas, otrora provincia española de ultramar, es bastante atípico ya que a diferencia de otras excolonias, no consiguió su independencia tras sus movimientos revolucionarios del siglo XIX. Por el contrario, y debido a la intervención norteamericana, Filipinas pasó a ser colonia de Estados Unidos en 1899. Desde entonces, sus autoridades siguieron una política de deshispanización del país, e imposición del inglés. A pesar de que en Filipinas había un 10-15 % de hispanohablantes (unas 900 000 personas) a principios del siglo XX, y que su primera Constitución (promulgada en 1899) estableció el español como lengua oficial, las autoridades estadounidenses fueron arrinconando el idioma progresivamente. Primero por la Ley N.º 190 de 1906 el inglés es el idioma oficial en los tribunales y en la justicia en general, entendida y reafirmada su aplicación en 1911 (a ley N.º 1427) y por decretos y legislaciones posteriores.
En la primera década de 1900, el español fue sustituido por el inglés como lengua de instrucción en colegios y universidades, y como lengua de la política y gobierno de Filipinas. Además, en la guerra filipino-estadounidense (1899-1903) perecieron casi un millón de filipinos, muchos de ellos mestizos descendientes de familias españolas, mermando aún más la comunidad de hispanohablantes. A mediados de siglo XX se estima que ya solo había unos 200 000 filipinos con el español como lengua materna. El segundo gran declive del español en Filipinas ocurrió durante la Segunda Guerra Mundial, cuando la aviación norteamericana bombardeó el barrio manilense de Intramuros, destruyendo el núcleo de la cultura hispánica y lengua española de Filipinas. En ese bombardeo perecieron muchas familias de filipinos hispanohablantes, y las que sobrevivieron se vieron forzadas a emigrar, diluyendo aún más la presencia del español en Filipinas.
Hoy posiblemente hablen español menos de 10 000 personas como lengua materna en Filipinas (aunque se estima que más de dos millones lo hablen como segunda o tercera lengua). Sin embargo, el español existe de forma subyacente en nombres y apellidos, topónimos de calles y ciudades, y en incontables palabras y expresiones en muchas lenguas filipinas (tagalog, ilocano, cebuano etc). Además existe una forma de criollo español llamado chabacano, que lo hablan casi medio millón de filipinos en zonas del sur como Zamboanga, Cotabato, Basilán, Puerto Princesa, y Dávao, además de ciertos barrios de Manila y Ciudad Cebú. El español fue idioma oficial hasta la promulgación de la Constitución de 1973 y asignatura obligatoria en universidades hasta 1987. Desde 1973, por decreto gubernamental, el español es lengua oficial para todos aquellos documentos de la República que no hayan sido traducidos a la lengua nacional.
Según el censo de 1990, solo el 0,01 % hablan español como primera lengua (2658 hablantes). El Ministerio de Asuntos Exteriores español, cifró en 2 900 000 los hablantes de español en 1997 (el 2 %) como primera y segunda lengua . Antonio Quilis en el Calendario Atlante de Agostini 1997, cifró en 1 816 389 los hablantes de español, y 689 000 los de chabacano (español criollo). En el 2006 el Instituto Cervantes de Manila y la Consejería de Educación de la Embajada de España en coordinación con la Academia Filipina de la Lengua Española, estimaron que había 3 180 000 hispanohablantes. Esta cifra incluye los que hablan español como primera, segunda o tercera lengua.
También se afirma que desde la apertura del Instituto Cervantes en Manila (1991) su utilización está en ascenso (Véase esta página web).
En 2009, la académica y antigua presidenta filipina Gloria Macapagal-Arroyo ha sido galardonada con el Premio Internacional Don Quijote 2009, al introducir la enseñanza de la lengua española en los planes de estudio nacionales. En este sentido, el 23 de febrero de 2010, durante la V Tribuna España-Filipinas se alcanzó el acuerdo, entre el Ministerio de Educación de Filipinas, el Ministerio de Educación de España, el Instituto Cervantes y la Agencia Española de Cooperación Internacional y Desarrollo (AECID), por el que los alumnos de Secundaria de Filipinas estudiarán castellano en 2012.
En la actualidad, el idioma español sigue muy presente tanto en los nombres y apellidos de los filipinos (antropónimos) oriundos del archipiélago, como en el nombre de muchas de sus localidades (topónimos) y demarcaciones de distinto nivel administrativo.

### Canadá

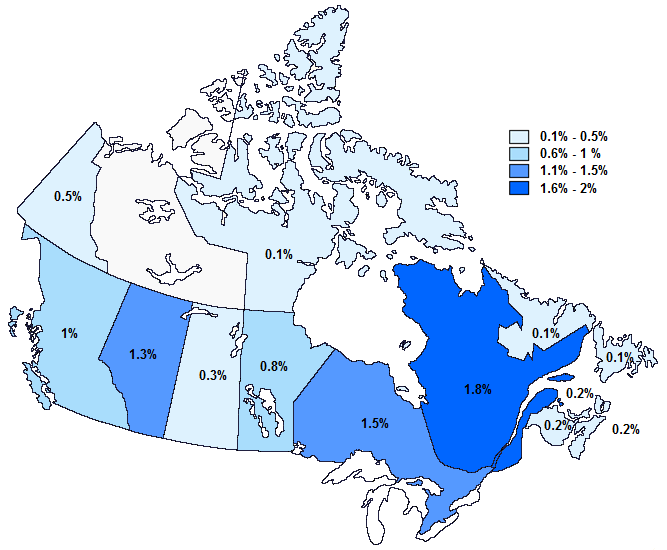
Idioma español en Canadá

En 2001 el español estaba en el 7.º puesto en Canadá, con 245 495 hispanohablantes; en 2006 se mantenía en el mismo sitio, pero con 345 345 hispanohablantes. Su incremento es de un 14 % anual. Sin embargo, hay estimaciones de que en 2001 los hispanohablantes eran ya 520 260, habiendo en el 2007 casi 1 millón de hispanohablantes, y la cifra de estos mayores de 12 años, era de 909 000. De esta forma, el español sería la tercera lengua más hablada de Canadá tras el inglés y francés. 
Es una de las regiones del mundo donde crece más aceleradamente. En las provincias de Ontario, Quebec, Columbia Británica y Alberta, se localiza casi el 85 % de la población hispanohablante de Canadá. En las grandes ciudades como Toronto, Montreal, Vancouver, Ottawa, Calgary, Edmonton, Quebec y Winnipeg es muy común escuchar en sus calles el español. El Diario La Popular de Toronto y Canadá es Hoy de Vancouver, son los principales diarios en castellano de Canadá; existen otros como El Correo Canadiense en Toronto y El Nacional en Gatineau, que circulan semanalmente. Transmiten varias cadenas televisoras en español, como Nuevo Mundo TV Tlñ y Telemundo, que han sido producidas en Canadá. También se puede ver la TV Chile y TV Azteca, por Videotron. Las emisiones en español de Radio Canadá Internacional y Ecos de Canadá son diarias. En cuanto a medios de Internet portales como TorontoHispano.com u HolaCalgary.com son los principales referentes.
Actualmente hay un Instituto Cervantes en Calgary, pero se prevé que se instalen otros dos en Toronto y Montreal. En Canadá el idioma español ha superado al italiano como tercer idioma urbano europeo más hablado (idioma este último fomentado en algunos ámbitos por los francófonos que le dieron visibilidad para dejar patente la preponderancia original del francés a lo largo y ancho del país que finalmente fue reconocido en Quebec y más limitadamente en el resto del país).
Históricamente se encontró trazos de al menos una microcomunidad india hispanohablante, que perdería totalmente el idioma a inicios del s. XX en las costas exploradas por Malaspina.

#### Enseñanza del español en Canadá
Canadá es un país oficialmente bilingüe, inglés y francés, y con un sistema educativo totalmente descentralizado, por lo tanto, la educación depende exclusivamente de cada una de las provincias y territorios. Los programas de Educación Infantil, que no son obligatorios, son administrados por las autoridades escolares locales y están dirigidos a alumnos de 4 y 5 años. En la Educación Primaria (Elementary School) cubre los primeros 6 u 8 años de educación obligatoria en la mayoría de los provincias y territorios. En la educación primaria el español se imparte únicamente en las escuelas del sistema público de Alberta, Columbia Británica, Ontario y Quebec. En secundaria el número de estudiantes de español va en aumento progresivamente: cada vez son más los estudiantes de secundaria que eligen la opción de español como segunda lengua, abandonando así el estudio de la lengua francesa iniciado en primaria como segunda lengua. En el nivel universitario, la lengua española cuenta con un gran número de alumnos. Se imparten 76 titulaciones universitarias en el área de Lengua y Literatura españolas en 42 universidades. El castellano se enseña como lengua internacional en prácticamente cada una de las 94 universidades canadienses.

### Marruecos
El interés por aprender español en Marruecos es muy grande, de hecho hay cinco Institutos Cervantes en Marruecos. En la enseñanza secundaria hay al menos 58 382 estudiantes de español, según el Instituto Cervantes. Aunque no hay cifras que muestren con exactitud el número de hablantes de español que hay en Marruecos de forma fidedigna, la embajadora marroquí en Colombia calcula que 7 millones de personas conocen y utilizan el español en Marruecos.

#### Enseñanza del español en Marruecos
La enseñanza preescolar no es obligatoria ni gratuita en Marruecos. En la enseñanza Primaria se estudia árabe y una primera lengua extranjera, se está comenzando a promover en el país una segunda lengua extranjera, pero no se ha incluido todavía. En la enseñanza secundaria colegial, el español se ha generalizado a partir del 2005-2006, en el último curso los alumnos pueden elegir entre inglés, castellano, alemán, italiano y portugués. Se estima que el número de centros que ofrecen la asignatura de lengua española llega al 8 %. En la enseñanza universitaria se puede pueden cursar estudios de Lengua y Literatura Españolas en seis facultades de letras del país.

### Belice
En Belice, donde el inglés es el idioma oficial, no así el principal, el español, que aún no es reconocido idioma oficial, es el idioma nativo de alrededor del 52 % de la población, y es hablado como un idioma secundario por otro 20 %. Por tanto, en dicho país el castellano es el más extensamente hablado. El censo de 2000 registró 180 170 hispanohablantes, de los cuales 106 795 lo tiene como lengua materna.[cita requerida]
Todas las ciudades beliceñas tienen porcentajes de hispanohablantes. Los más elevados están en el norte (por ejemplo la Ciudad de Corozal con cerca de 3/4 de su población), y más bajos en el este (por ejemplo Riversdale con cerca del 1/10 de su población).

### Australia

Porcentaje de australianos que hablan español en sus hogares, en relación con el resto de la población según el censo 2011

En 2010 la comunidad hispana en Australia contaba con unas 100 000 personas censadas; casi un 50 % de ellas se concentraban en Sídney, siendo Melbourne la segunda ciudad con más residentes hispanohablantes (más del 20 %). En la actualidad, se está dando en Australia un importante debate en torno a la educación. Uno de estos temas de interés es el replanteamiento de cuáles deben ser las denominadas materias básicas (key learning areas). En relación con los idiomas, hay quien propone su eliminación de entre estas materias básicas, mientras que otros sugieren su obligatoriedad en el currículo desde los primeros años de la enseñanza primaria.

#### Enseñanza del español en Australia
La enseñanza de idiomas es un concepto bastante nuevo en el sistema educativo australiano. La decisión de ofrecer un idioma y la elección del mismo depende de cada centro educativo, por lo que no existe garantía de continuidad entre la oferta de idiomas en primaria y secundaria. La enseñanza de lenguas distintas al inglés tanto en primaria como en secundaria forma parte las materias básicas en los estados de Victoria, Australia Meridional, Nueva Gales del Sur, en el Territorio Norte y Queensland. En Australia Occidental y Tasmania solo a partir de tercero de primaria. En la enseñanza secundaria y Bachillerato la enseñanza de lenguas distintas al inglés forma también parte de las materias básicas. En la educación universitaria se enseña español en 21 universidades australianas, a diferentes niveles. En la actualidad los dos idiomas con más progresión de crecimiento en Australia son el chino, (con un aumento general del 90 % en la década 1994-2005), y el español, con un aumento del 80 % en el mismo periodo.

### Antártida

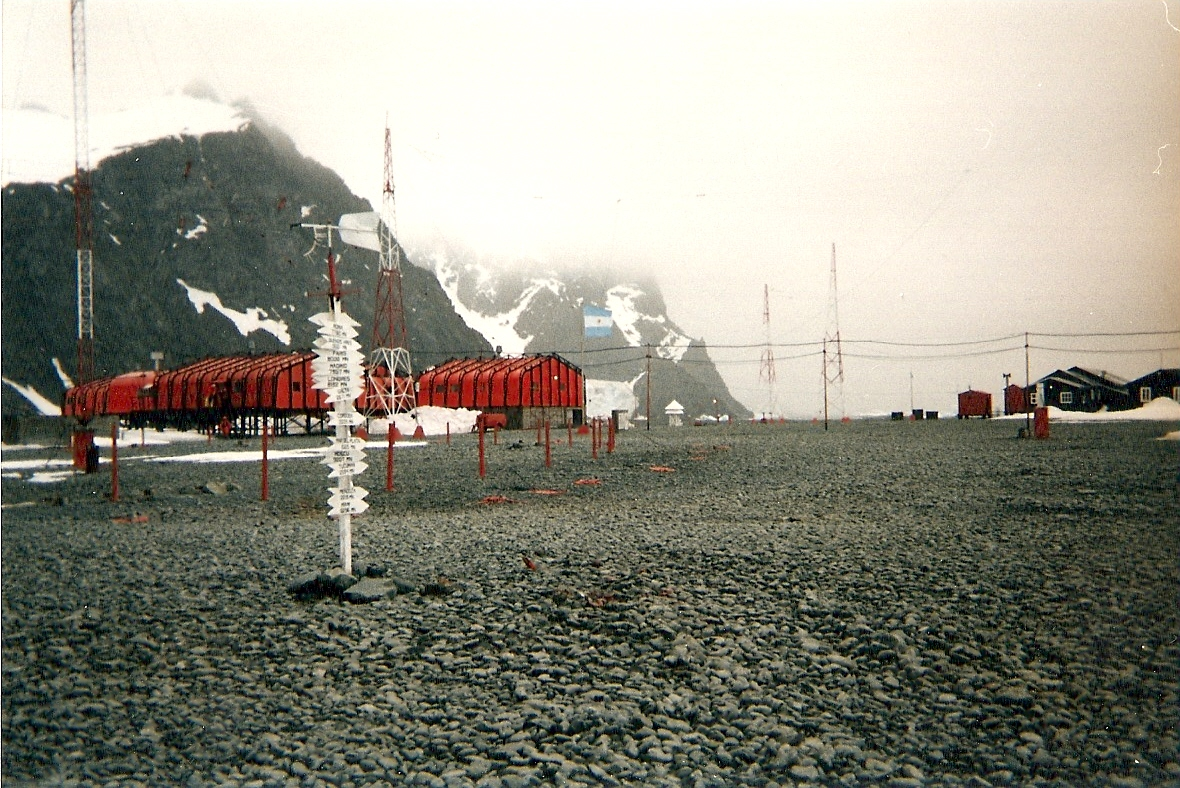
La base antártica Orcadas, estación científica argentina, es la base antártica más antigua en funcionamiento y la más antigua con población permanente (desde 1907)

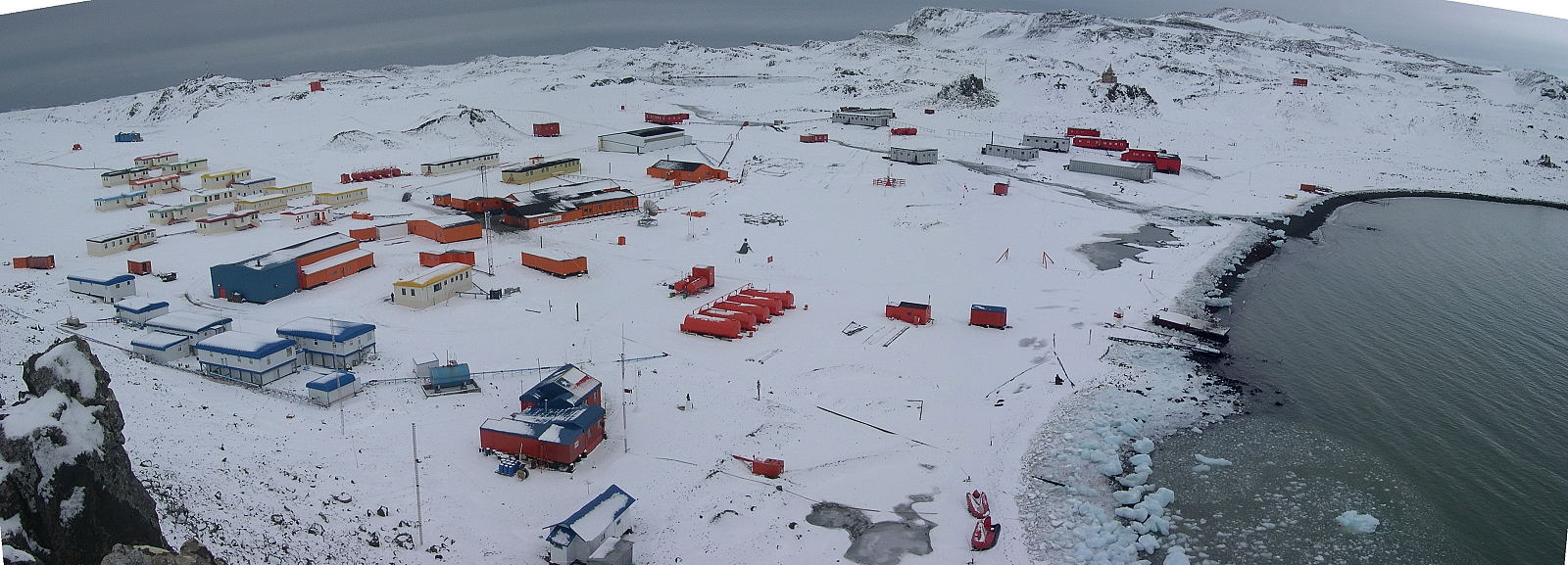
El núcleo chileno Villa Las Estrellas para población civil en la Base Presidente Eduardo Frei Montalva, ubicada en la península Fildes de la isla Rey Jorge en el archipiélago de las Shetland del Sur en la Antártida

En la Antártida, solo existen dos localidades civiles y ambas están habitadas principalmente por hablantes nativos de español. Una de ellas es la argentina Fortín Sargento Cabral, la cual cuenta con 66 habitantes. La otra es la localidad chilena de Villa Las Estrellas, que tiene una población de 150 habitantes en verano y 80 habitantes en invierno. En cada una de ellas existe un centro escolar donde se estudia y se investiga en español. La base antártica Orcadas, una estación científica argentina, es la base más antigua en toda la Antártida aún en funcionamiento y la más antigua con una población permanente (desde 1907).
También cabe destacar el papel que tienen las diferentes bases científicas de la Antártida pertenecientes a países hispanos:
| País      | Bases permanentes | Bases de verano | Total | Mapa |
| --------- | ----------------- | --------------- | ----- | ---- |
| Argentina | 6                 | 7               | 13    |      |
| Chile     | 4                 | 5               | 9     |      |
| Uruguay   | 1                 | 1               | 2     |      |
| España    | 0                 | 2               | 2     |      |
| Perú      | 0                 | 1               | 1     |      |
| Ecuador   | 0                 | 1               | 1     |      |

### Otros Estados

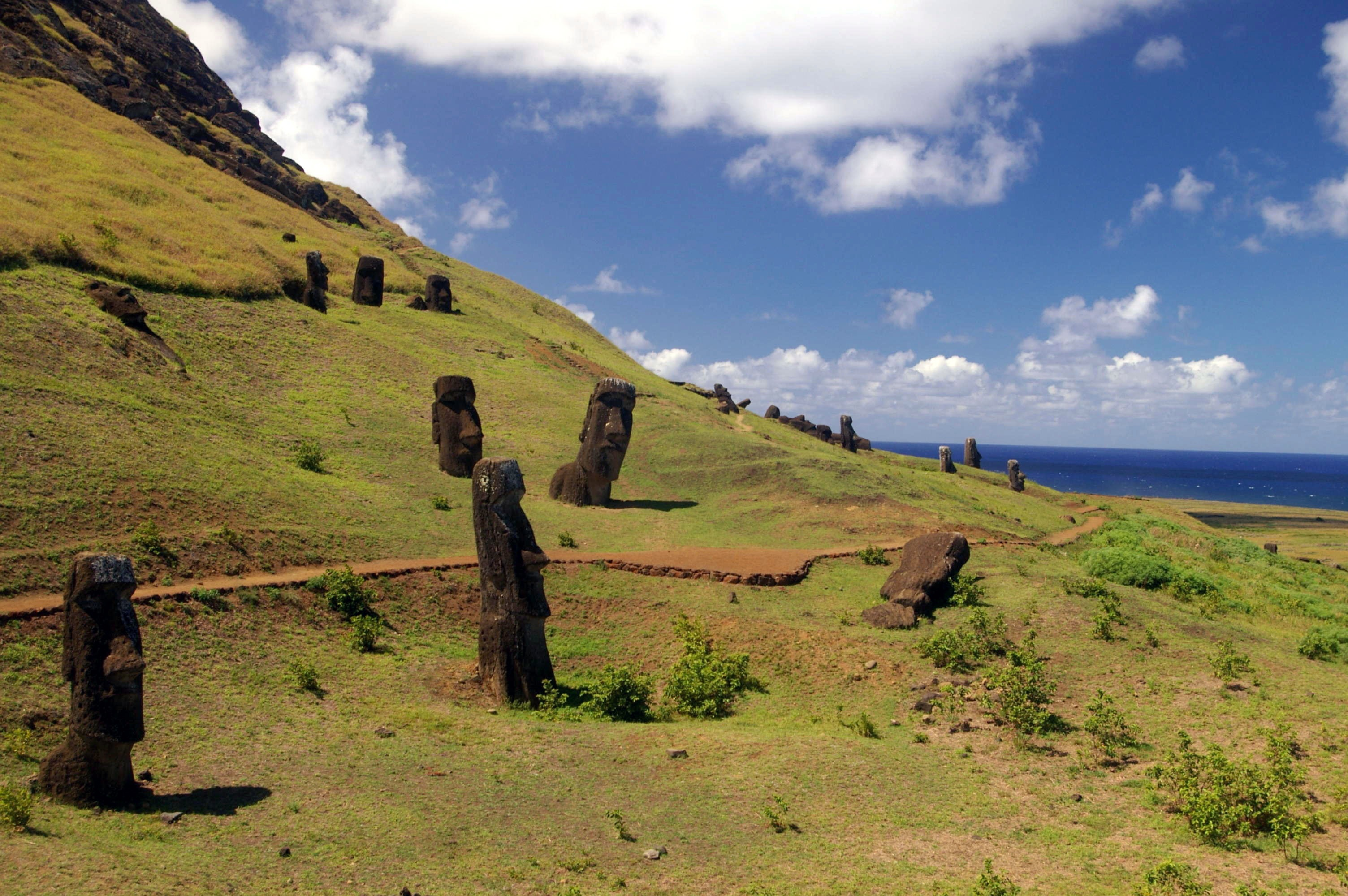
La isla de Pascua, parte de Chile, es la única isla de Oceanía cuyo idioma oficial es el español.

Las únicas regiones americanas donde el español prácticamente no tiene desarrollo son: países de las Antillas Menores (salvo Trinidad y Tobago, Aruba y Antillas Neerlandesas), Groenlandia y Bermudas.
Aunque en el territorio británico de Gibraltar no tiene estatuto de lengua oficial, es conocido por la mayor parte de la población, aunque su uso sea secundario al inglés. El español también se hace presente en esta colonia en la variedad lingüística de uso exclusivamente coloquial denominada llanito, que consiste en una mezcla entre el español andaluz y el inglés.
En otros países, el español, pese a carecer de carácter oficial, es hablado por una parte considerable, a veces mayoritaria, de la población, como en Andorra (52 %), Aruba (85 %), Belice (60 %) y Curazao (65 %). Por minorías en Gibraltar (47 %), Bonaire (35 % aproximadamente), San Martín, Haití, Jamaica y Trinidad y Tobago y escasas minorías como en el Sahara Occidental (en el territorio controlado por el Frente Polisario), y por las comunidades sefardíes de Marruecos, Israel y los Balcanes (Albania, Bosnia y Herzegovina, Bulgaria, Croacia, Grecia, Macedonia del Norte, Montenegro, Serbia y la parte europea de Turquía).
Existen algunas comunidades hispanas de consideración en las ciudades de Toronto, Montreal, Vancouver, Ottawa, Calgary, Edmonton, Puerto Príncipe, Sídney, Melbourne, Brisbane, Perth, Adelaida, Kingston, Luena, Wellington y Auckland. En algunas ciudades de Estados Unidos, tal concentración casi llega al 100 % como en Calexico, Yuma, Laredo, McAllen, Brownsville y El Paso.
En Australia, el censo de 2001 registró 93 593 hispanohablantes y en Nueva Zelanda, 14 676. También hay minorías hispanas en las islas Hawái, Guam, Samoa Americana, y otras posesiones estadounidenses en el Pacífico. Es lengua oficial en la isla de Pascua (Chile), en el archipiélago Juan Fernández (Chile) y las islas Galápagos (Ecuador).
Otros lugares donde el español tiene presencia es Luena, en Angola[cita requerida] por la presencia del ejército cubano y Tinduf, en Argelia por la presencia de refugiados saharauis.
La cadena de televisión de China CCTV comenzó en octubre de 2007 a emitir un canal de TV solo en español (CCTV-E). Irán inició, en diciembre de 2011, las trasmisiones de un nuevo canal de televisión 24 horas en lengua española con cobertura mundial, con el nombre de HispanTV. Al Jazeera tiene un canal de deportes en español llamado bein Sports que comenzó en 2012.

### Idioma en expansión

Países del mundo donde se estudia español
Países con el idioma español como oficial
Países con más de 1 000 000 de estudiantes
Países con más de 100 000 estudiantes
Países con más de 20 000 estudiantes

Para el año 2000, la previsión era que solo en Estados Unidos el número de hispanohablantes alcanzara los 35 000 000. En 2001, los hispanohablantes eran aproximadamente 400 millones de personas.
El Instituto Cervantes, organismo para la difusión del español, informó que entre 1986 y 1990 se registró un aumento del 70 % en la cantidad de estudiantes de español en Estados Unidos y del 80 % en Japón. El director del Instituto afirma que el interés se debe a que la gente se está dando cuenta de la creciente importancia del idioma español en Occidente. Pero, además, cuenta con la ventaja de que se habla en muchos países diferentes. Otros países que destacan por su elevado incremento de estudiantes son Brasil, Marruecos, Suecia, Noruega, Polonia, Costa de Marfil, Senegal, Camerún y Gabón.
No obstante, en las últimas décadas también se produjeron retrocesos. El caso más notable es el de Filipinas, un país en el que el idioma español pasó de ser oficial y mayoritario a restringirse en 1973, perdiendo definitivamente su carácter oficial en 1986, así, tras un proceso de represión y olvido en favor del inglés y del tagalo, pasó en muy pocas décadas de decenas de millones de hablantes en el archipiélago filipino a no más de 20 000 en 1990.
Fuentes oficiales académicas sostienen que el español será el segundo idioma más hablado del mundo para 2030, detrás del chino mandarín, y que se prevé que llegue a ser el primero para 2045.

## Medios de comunicación
Rusia inauguró en 2009 la nueva versión en español del canal de noticias internacional RT en español, que ya operaba en los idiomas inglés y árabe. El 1 de enero de 2012 comenzó la emisión de Córdoba Internacional TV, administrada por una fundación saudita rigurosa y que emite en idioma español las 24 horas desde Madrid para Europa, África y América. El canal es propiedad de la Fundación para el Mensaje del Islam que preside el jeque saudita Abdulaziz al Fawzan y cuenta con el respaldo de la familia real saudita. El nombre Córdoba Televisión evoca la capital del califato instaurado en la península ibérica en los siglos X y XI. Desde Alemania transmite para toda América Latina y Caribe por el satélite Intelsat 9C, el Canal internacional de noticias alemán DW Latinoamérica, con programación en lengua española, durante 20 horas al día, se puede ver también en todo el mundo su programación en idioma español, a través de su Canal en la red DW.de/actualidad.

## Resumen
En la tabla se consideran los países con español como lengua oficial y como segunda lengua.
| - Argentina (de facto) - Bolivia (junto a 36 lenguas) - Chile (de facto) - Colombia - Costa Rica | - Cuba - Ecuador - El Salvador - España - Guatemala | - Guinea Ecuatorial - Honduras - México (junto a 68 lenguas) - Nicaragua - Panamá | - Paraguay (junto al guaraní) - Perú - República Dominicana - Uruguay (de facto) - Venezuela |

| - Andorra (después del catalán) - Antigua y Barbuda (después del inglés) - Aruba (después del papiamento) - Bahamas (después del inglés) - Barbados (después del inglés) - Brasil (después del portugués) | - Belice (después del inglés) - Estados Unidos (después del inglés) - Granada (después del inglés) - Guyana (después del inglés) - Italia (después del italiano) - Jamaica (después del inglés) | - San Cristóbal y Nieves (después del inglés) - San Vicente y las Granadinas (después del inglés) - San Martín (después del neerlandés) - Trinidad y Tobago (después del inglés) |

## Estatus en organizaciones internacionales
El español también es una de las lenguas oficiales de nueve importantes organismos internacionales:
- Naciones Unidas
- CARICOM
- Organización de Estados Iberoamericanos
- Unión de Naciones Suramericanas
- Organización de los Estados Americanos
- Unión Europea
- Unión Africana
- Sistema de la Integración Centroamericana
- Mercosur

En su conjunto, el español es uno de los tres grandes idiomas internacionales en organismos internacionales (junto con el inglés y el francés) siendo lengua oficial o de trabajo en la mayor parte de organismos mundiales: UNESCO, OMC, Interpol, FIFA, OMPI, OIT, OMT, OMM, UIT, FAO, etc.